# Thecla cruenta
Thecla cruenta är en fjärilsart som beskrevs av Gosse 1880. Thecla cruenta ingår i släktet Thecla och familjen juvelvingar. Inga underarter finns listade i Catalogue of Life.